# Panorama Point
Panorama Point – szczyt w hrabstwie Kimball w stanie Nebraska o wysokości 1655 m n.p.m. (oznaczenie na postumencie podaje 1653 m n.p.m.). Najwyższe wzniesienie stanu.
Panorama Point znajduje się w odległości około mili od trójstyku granic Kolorado, Wyoming i Nebraski, widocznego ze szczytu. Najbliższe większe miasto to Plain Bluffs w Wyoming, położone 19,3 km na północ. Leży na płaskowyżu High Plains, ale – pomimo swej nazwy – nie jest wyróżniającym się szczytem ani nawet pagórkiem, a jej wybitność to niespełna 8 metrów. Z tego względu z łatwością można wjechać drogą poprzez ranczo bizonów aż do samego najwyższego punktu (pod warunkiem uiszczenia opłaty i unikania bizonów). Szczyt leży na polu i ulega systematycznej erozji, zwłaszcza wskutek opadów deszczu.